# Lophopterys floribunda
Lophopterys floribunda är en tvåhjärtbladig växtart som beskrevs av W.R.Anderson och C.Davis. Lophopterys floribunda ingår i släktet Lophopterys och familjen Malpighiaceae. Inga underarter finns listade i Catalogue of Life.